# دزاستیل متی پرانولول
دزاستیل متی پرانولول (به انگلیسی: Desacetylmetipranolol) متابولیت غیرفعال متی پرانولول (یک بتابلوکر غیراختصاصی در درمان گلوکوم)است.
این متابولیت یک ترکیب شیمیایی با شناسه پاب‌کم ۱۶۲۸۱۲ است. 